# Casta diva
Casta diva es una película italiana de 1935 dirigida por Carmine Gallone y protagonizada por Mártha Eggerth, Lamberto Picasso y Gualtiero Tumiati. Ganó el premio a la mejor película italiana en el Festival Internacional de Cine de Venecia de 1935. Su versión en inglés The Divine Spark fue realizada al mismo tiempo también dirigida por Gallone y protagonizada por Eggerth. Gallone hizo una nueva versión de esta película en 1954 en Technicolor.
En la ópera Norma, de Vicenzo Bellini, la súplica de la soprano a la diosa de la luna en el Acto I comienza con el aria "Casta diva".

## Argumento
La película habla del compositor italiano Vincenzo Bellini y sus problemas con su ópera  Norma (1831), que a su vez cuenta la apasionada historia de amor de una gala Gallican, sacerdotisa de la religión celta, y un romano procónsul (gobernador de una provincia). La película es única porque utiliza pinturas abstractas en movimiento para expresar la pasión entre los dos personajes principales.

## Reparto
- Mártha Eggerth como Maddelena Fumarol
- Sandro Palmieri como Vincenzo Bellini
- Gualtiero Tumiati como Niccolò Paganini
- Lamberto Picasso como Fumaroli
- Achille Majeroni como Gioacchino Rossini
- Lina Marengo como invitado
- Giulio Donadio como Felice Romani
- Ennio Cerlesi como Ernesto Tosi
- Vasco Creti como Rettore del Conservatorio
- Bruna Dragoni como Giuditta Pasta
- Maurizio D'Ancora como Saverio Mercadante
- Cesare Bettarini como Francesco Fiorino
- Alfredo Robert como Fernando I de las dos Sicilias
- Gino Viotti como Maestro Zingarelli

## Premios y distinciones
Festival Internacional de Cine de Venecia
| Año  | Categoría                                | Persona         | Resultado |
| ---- | ---------------------------------------- | --------------- | --------- |
| 1935 | Copa Mussolini - Mejor película italiana | Carmine Gallone | Ganador   |